# Пшичкін Іван Петрович
Пшичкін Іван Петрович (?—?) — начальник штабу дивізії Дієвої армії УНР.
Станом на 1 січня 1910 р. — поручик 34-го піхотного Севського полку (Полтава). Останнє звання у російській армії — підполковник.
У 1918 р. служив в українській армії — в Окремому корпусі кордонної охорони УНР. З 7 травня 1919 р. — начальник штабу 19-ї пішої дієвої дивізії Дієвої армії УНР. 19 травня 1919 р. був захоплений бунтівниками 19-ї дивізії та переданий більшовикам, ймовірно — розстріляний.